# Eulepidotis hermura
Eulepidotis hermura là một loài bướm đêm trong họ Erebidae.